# Elysia thompsoni
Elysia thompsoni is een slakkensoort uit de familie van de Plakobranchidae. De wetenschappelijke naam van de soort is voor het eerst geldig gepubliceerd in 1993 door Jensen.